# Case-based reasoning
CBR (case-based reasoning, fallbaserat resonerande) är en av många metoder inom artificiell intelligens. Den är synnerligen generell, inspirerad av en kognitiv modell av hur människor lär sig av tidigare fall och kan tillämpas inom vitt skilda områden inom bland annat sjukvården, tillverkningsindustri, handel, robotik, spel. Följande beskrivning inriktar sig mest på CBR:s tillämpning inom mekanisk konstruktion.
Grundidén bakom metoden är att man söker bland ett antal dokumenterade erfarenhetsfall med hjälp av ett sätt att beräkna hur mycket vart och ett av dem liknar det man söker. Systemet hittar det som passar bäst, även om ingenting stämmer exakt eller till och med om indatan är motsägelsefull.
Fallbaserat resonerande (CBR) kräver inte att man vet varför saker och ting är som de är, bara att man vet hur de är. Den förutsätter
- stor erfarenhet av likartade, lösta problem
- rätt god information om varje problemställning och dess lösning
- ingen information om hur man kom fram till och valde just den lösningen

Om återanvändning och anpassning av befintliga lösningar är lönsammare än nykonstruktion, då är säkert ett CBR-system det bästa valet.

## Grundläggande egenskaper för CBR
- Ett antal parametrar som tillsammans definierar en problemlösning väljs ut.
- Så många kända lösningar som möjligt matas in i CBR-systemets databas enligt föregående mall. Databasen är ofta en vanlig, extern relationsdatabas. I bästa fall kan en befintlig databas användas för ändamålet.
- CBR-systemet läser databasen och organiserar den på sitt sätt. Detta görs bara vid databasladdning, inte vid sökning.
- Användaren frågar CBR-systemet efter tidigare fall då vissa parametrar haft vissa värden. Frågan kan gälla vad som helst mellan bara några få parametrar och en överbestämd lösning. Man kan ange olika vikt för olika parametrar, eller andra villkor som lösningen ska uppfylla.

- CBR-systemet tar fram ett antal relevanssorterade fall som likar det efterfrågade, ungefär som en människa skulle ha gjort om hon kunnat ha hela databasen i huvudet. Inget måste stämma exakt med de värden som efterfrågats på mindre än att man krävt det.
- CBR-resultat kan vara mer eller mindre relevanta, men i och med att de kommer från praktiska fall är de alltid korrekta och inbördes konsekventa. Ingen ”modell” är inblandad.
- Den lösning som väljs för det aktuella fallet bör, efter kompetent granskning, matas in i CBR-systemets databas.
- Ett CBR-system kan snabbt ge högintressant information till vem som helst som söker i det, även ett annat datasystem, men informationens relevans kan bara bedömas av en kompetent människa.
- Ett CBR-system härleder inga regler. De förstår inte varför lösningar ser ut som de gör, men de kan ändå snabbt ta fram de gamla lösningar som ligger närmast till det aktuella problemet, sorterade efter relevans. Brist på exakta svar är inget hinder för CBR.
- Ett CBR-system är inte att förväxla med ett expertsystem. Det är frågan om olika tekniker som arbetar under helt olika betingelser. De bör ge liknande resultat.